# Хили, Джерри
Дже́рри Хи́ли (англ. Gerry Healy; 3 декабря 1913 года — 14 декабря 1989 года) — британский политик-троцкист, лидер Международного комитета Четвёртого интернационала с 1953 по 1985 год.

## Биография
Джерри Хили родился в Бэллибэйне, графство Голуэй, в Западной Ирландии. Его родителями были Майкл Хили, мелкий фермер-католик, и Маргарэт Мэри. После школы он уехал в Англию и работал корабельным радистом, когда ему было 14 лет.
В 1931 году он вступил в Молодёжную коммунистическую лигу, молодёжную организацию Компартии Великобритании. Через несколько лет он вступил в ряды партии, и заработал репутацию профсоюзного и партийного организатора, оратора и агитатора. Однако в 1937 году Хили покинул ряды Компартии и вступил в троцкистскую Группу «Милитант». После раскола, произошедшего в этом же году, он оставил группу и был вместе с Ральфом Ли, Джоком Хастоном и Тедом Грантом в числе основателей Рабочей международной лиги (РМЛ). Работа Хили внутри РМЛ была отмечена большими трудностями и трениями с другими лидерами организации. Это привело к тому, что в 1943 году его исключили из Лиги, и он присоединился к Революционной социалистической лиге (РСЛ), являвшейся официальной секцией Четвёртого интернационала в Британии.
В 1944 году РСЛ и МРЛ объединились в единую организацию, названную Революционной коммунистической партией (РКП). В первые послевоенные годы Хили стал одним из лидеров РКП и очень близко взаимодействовал с Сэмом Гордоном — жившем в Европе представителем Социалистической рабочей партии (США) при Международном секретариате Четвёртого интернационала.
В конце 1940-х годов Хили стал сторонником идеи долгосрочного энтризма («entryism sui generis»), предложенного в качестве тактики лидером Интернационала Мишелем Пабло. Хили выступал за работу внутри британской Лейбористской партии (ЛП), что было одобрено Международным секретариатом. Однако многие лидеры РКП во главе с Тедом Грантом выступили против энтризма в ЛП, считая его в тот момент не своевременным. Позицию Гранта поддержало большинство партии. Несмотря на это Хили со своими сторонниками вошёл в Лейбористскую партию. Фактически это привело к развалу РКП, на месте которой Хили в 1950 году создал группу «The Club». К группе присоединилось большое число коммунистов и левых интеллектуалов, порвавших со сталинизмом и британской компартией после венгерских и польских событий 1956 года и доклада Хрущёва о разоблачении культа личности Сталина на XX съезде КПСС.
Во время раскола Четвёртого интернационала 1953 года Хили поддержал руководство американской Социалистической рабочей партии и французской Международной коммунистической партии Пьера Ламбера. Кэннон, Хили, Ламбер и их сторонники объявили себя Четвёртым интернационалом, стоящим на позициях Льва Троцкого, и учредили его Международный комитет (МКЧИ). Хили стал одним из секретарей МКЧИ. К концу 1950-х годов из-за общей позиции по ряду вопросов между большинством МКЧИ и МСЧИ началось сближение. Одним из сторонником воссоединения двух тенденций были лидеры СРП (США) — Джеймс П. Кэннон и Джозеф Хансен. В 1963 году прошёл объединительный мировой конгресс, на котором было подтверждено воссоединение Четвёртого интернационала. Хили и Ламбер были инициаторами проведения в 1963 году «Международной конференции троцкистов», и продолжили работу в рамках Международного комитета.
В Британии в конце 1950-х годов группа Хили временно захватила руководство молодёжной организацией лейбористов. В 1959 году, после того, как сторонников Хили исключили из ЛП, а молодёжную организацию попросту упразднили, группа «The Club» была переименована в Социалистическую трудовую лигу (СТЛ). С 1958 года стала выходить новая еженедельная газета «The Newsletter».
В 1973 году СТЛ была преобразована в Рабочую революционную партию, которая в течение многих лет публиковала еженедельный таблоид «The News Line», и являвшаяся в 1970-е годы одной из сильнейших ультралевых организаций. При этом, внутриполитический режим в РРП всё более ухудшался. Имели место культ личности Хили, финансирование партии со стороны политических режимов Муаммара Каддафи и Саддама Хуссейна. В 1975 году по инициативе Хили началось расследование Международного комитета Четвёртого интернационала «обстоятельств убийства Льва Троцкого», получившее название «Безопасность и Четвёртый интернационал». Практически всё руководство СРП, включая Джозефа Хансена, было обвинено в работе на советские и американские спецслужбы, а также в причастности к убийству Троцкого.
В 1974 году группа активистов вокруг Алана Торнетта была исключена из организации. Они сформировали Рабочую социалистическую лигу (WSL), установившую затем тесные контакты с Четвертым интернационалом.
Обвинение руководства РРП во главе с Хили с связях диктаторскими режимами Ливии и Ирака вызвали скандал, приведший к расколу партии. В 1985 году руководство МКЧИ исключило Джерри Хили из партии и Интернационала. РРП распалась после череды новых обвинений в адрес Джерри Хили, включавшими сексуальное насилие над женщинами, входящими в партию; физическое насилие над членами партии и клевету на Дэвида Норта, секретаря Рабочей лиги США (некогда аффилированной с РРП), будто он является агентом ЦРУ. Из немногих сторонников, в число которых входила знаменитая английская актриса Ванесса Редгрейв, Хили создал в 1987 году Марксистскую партию.
В последние годы он был убеждён, что Михаил Горбачёв является лидером политической революции в СССР. В 1987—1989 годах Джерри Хили и Ванесса Редгрейв несколько раз приезжали в Советский Союз. В своих воспоминаниях «Опасные связи» народный артист СССР Сергей Юрский вспоминал о своих встречах с ними в Москве.